# 1481
Пізнє Середньовіччя •  Відродження •  Реконкіста •  Ганза •  Ацтецький потрійний союз •  Імперія інків

## Геополітична ситуація
Османську державу очолює Баязид II (до 1512). Імператором Священної Римської імперії є Фрідріх III. У Франції королює Людовик XI (до 1483).
Апеннінський півострів розділений: північ належить Священній Римській імперії, середню частину займає Папська область, південь належить Неаполітанському королівству. Могутніми державними утвореннями півночі є Венеційська республіка, Флорентійська республіка, Генуезька республіка та герцогство Міланське.
Кастилія і Леон та Арагонське королівство об'єдналися в Іспанське королівство, де правлять католицькі королі Фердинанд II Арагонський (до 1516) та Ізабелла I Кастильська (до 1504).
В Португалії королює Жуан II (до 1495). Під владою маврів залишилися тільки землі на самому півдні Піренейського півострова.
Едуард IV є королем Англії (до 1483), королем Данії та Норвегії — Юхан II (до 1513), Швецію очолює регент Стен Стуре Старший (до 1497). Королем Угорщини є Матвій Корвін (до 1490), а Богемії — Владислав II Ягелончик. У Польщі королює, а у Великому князівстві Литовському княжить Казимир IV Ягеллончик (до 1492).
Галичина входить до складу Польщі. Волинь належить Великому князівству Литовському. Московське князівство очолює Іван III Васильович (до 1505).
На заході євразійських степів від Золотої Орди відокремилися Казанське ханство, Кримське ханство, Ногайська орда. У Єгипті панують мамлюки. У Китаї править династія Мін. Значними державами Індостану є Делійський султанат, Бахмані, Віджаянагара. В Японії триває період Муроматі.
У Долині Мехіко править Ацтецький потрійний союз на чолі з Тісоком (до 1486). Цивілізація мая переживає посткласичний період. В Імперії інків править Тупак Юпанкі (до 1493).

## Події
- Війська московського князя Івана Васильвича напали на Лівонію, захопили й спалили Вільянді.
- Турків-османів очолив Баязид II.
- 6 січня в Севільї відбулося перше аутодафе — страта на вогнищі звинувачених у криптоюдаїзмі.
- Папська булла Aeterni Regis затвердила всі землі на південь від Канарських островів за Португалією.
- Неапольський принц Альфонсо відбив у турків Отранто.
- Королем Данії став Ганс Ольденбург.
- Королем Португалії став Жуан II.
- Французький король Людовик XI приєднав до королівського домену графства Анжу, Мен і Прованс.
- Тісок став тлатоані Теночтітлану.

## Померли
- 3 травня — У віці 49-и років помер Мехмед II Фатіх (Завойовник), турецький султан (1451-81).